# Gleason (Tennessee)
Gleason è un comune degli Stati Uniti d'America, situato nello Stato del Tennessee, nella Contea di Weakley.